# Indicador de liquidez
Los indicadores de liquidez se utilizan para determinar la capacidad que tiene una empresa para enfrentar las obligaciones contraídas a corto plazo. Cuanto más elevado es el indicador de liquidez, mayor es la posibilidad de que la empresa consiga cancelar las deudas a corto plazo.
Los indicadores de liquidez más utilizados son: 
- El fondo de maniobra o capital de trabajo
- La razón corriente
- La prueba ácida
- EBITDA

Se clasifican en Estáticos y Dinámicos. 
Estáticos están: 
- Razón Corriente
- Capital de trabajo
- Prueba ácida
- Importancia del activo corriente

Dinámicos: 
- Ciclo operativo
- Rotaciones de los activos corrientes
- Flujo de Caja, Histórico y proyectado

## Comportamiento de los indicadores de liquidez

### Empresa comercial
Para el caso de empresas comerciales, al analizar el comportamiento de los indicadores de liquidez hay que tener en cuenta tres aspectos, en primer lugar los inventarios, por ser el rubro más importante; las ventas de contado, debido a que es la que mayor manejan este tipo de empresas, lo que simboliza que la cartera no es significativa; y, por último la inversión es a corto plazo; ya que ésta maneja un periodo más corto.

### Empresa manufacturera
Tratándose de empresas manufactureras,  al analizar el comportamiento de los indicadores de liquidez, se debe recordar que este tipo de empresas utilizan un período de tiempo más largo, se tienen en cuenta los inventarios, pero no son tan  significativos, como en el caso anterior. Las cuentas por cobrar son un aspecto importante para estas empresas, y la inversión ya es a largo plazo.

### Empresa de servicios
Para este caso, al analizar el comportamiento de los indicadores de liquidez, se observa que los inventarios ya no tienen importancia. Por lo general no se tienen en cuenta al indicar el rendimiento de la empresa, pero las cuentas por cobrar toman más importancia y la convertibilidad en efectivo de estas y su inversión es fija.